# Zwart tandzaad
Zwart tandzaad (Bidens frondosa) is een eenjarige plant uit de composietenfamilie (Asteraceae). De plant komt van nature voor in Noord-Amerika en is van daaruit als invasieve soort verspreid naar Europa. Het aantal chromosomen is 2n = 48.
De plant wordt 30-100 cm hoog en heeft vaak bossig vertakte, paars tot dieprood glanzende stengels. De onevengeveerde bladeren hebben drie tot vijf deelblaadjes.
De plant bloeit in augustus en september met gele buisbloemen die staan in 1-2 cm grote, rechtopstaande bloemhoofdjes. De buitenste omwindselbladen zijn korter dan de donkergekleurde binnenste.
De vrucht is een 5-10 mm lang, knobbelig, sterk afgeplat, zwartbruin nootje met twee pappusnaalden en omhooggerichte stekelhaartjes.

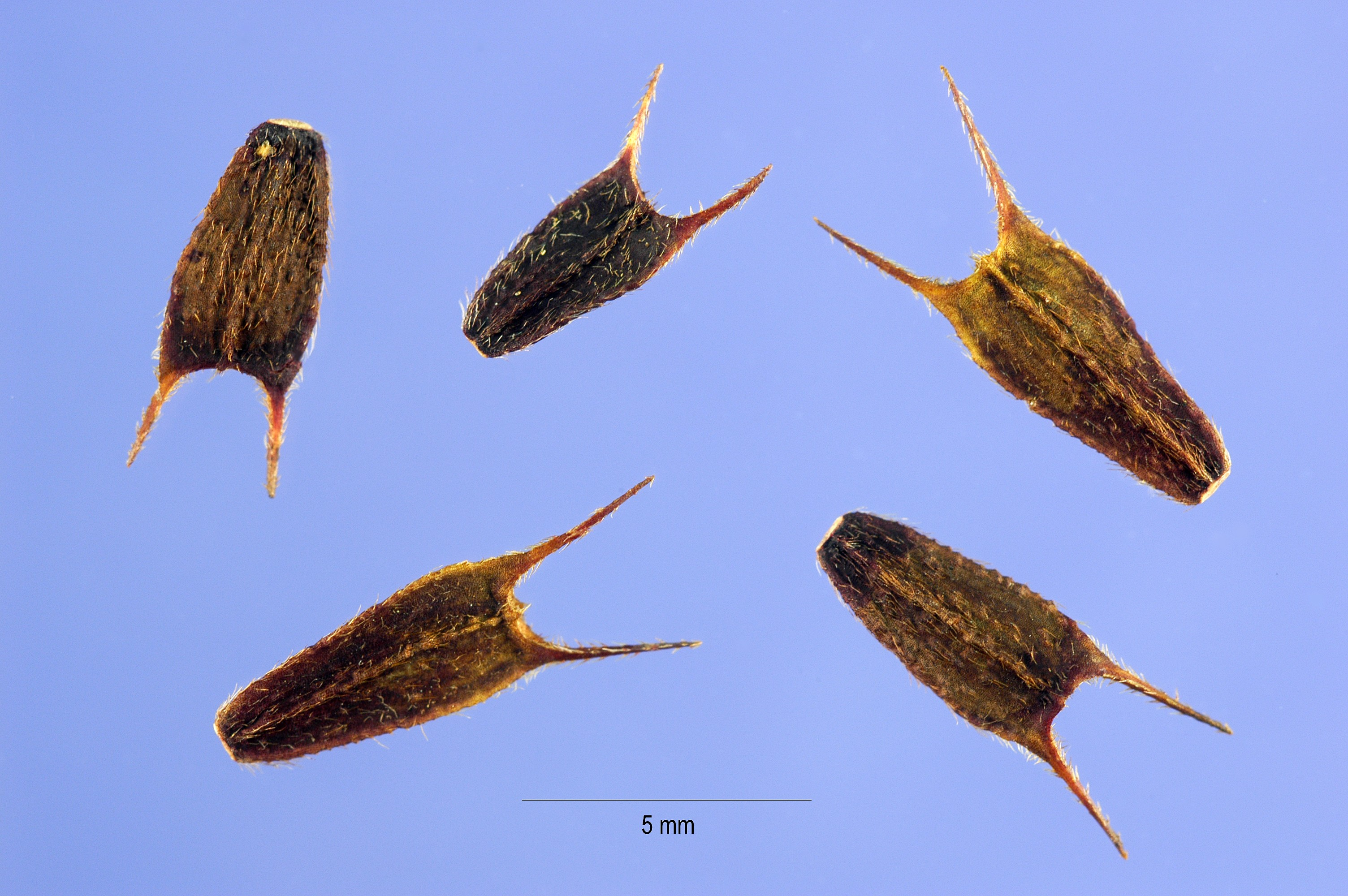
Nootjes

Zwart tandzaad komt voor op natte, stikstofrijke grond aan waterkanten en op grachtmuren.

## Namen in andere talen
- Duits: Schwarzfrüchtiger Zweizahn
- Engels: Beggar Ticks, Devil's beggartick
- Frans: Bident à fruits noirs